# Adobe

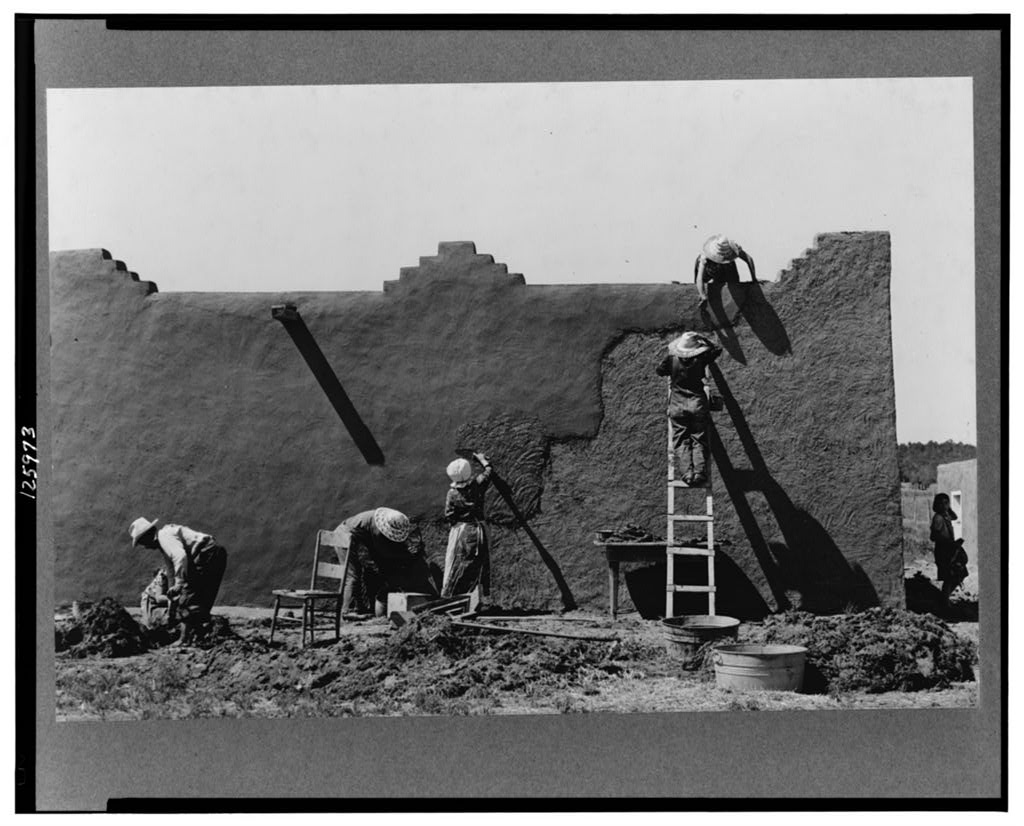
Renovação do revestimento de uma parede de adobe em Chamisal, Novo México, Estados Unidos

O adobe é um material vernacular usado na construção civil. É considerado um dos antecedentes históricos do tijolo de barro e seu processo construtivo é uma forma rudimentar de alvenaria. Adobes são tijolos de terra crua, água e palha e algumas vezes outras fibras naturais, moldados em fôrmas por processo artesanal ou semi-industrial.

## Etimologia
A palavra adobe existe há cerca de 4 mil anos, com relativamente pouca mudança em qualquer pronúncia ou significado. A origem da palavra está ligada a ɟbt "tijolo de barro" em egípcio médio (c. 2000 BC). O egípcio médio, por sua vez, modificou-se para o egípcio tardio, demótico ou "pré-copta" e, finalmente, para o copta (c. 600 BC), onde apareceu como τωωβε. Ela passou para o árabe como الطوب AT-ṭawbu ou AT-tubu. Ou seja, a palavra tuba foi anexado o artigo definido al. Essa palavra, por fim, foi assimilada ao espanhol medieval como adobe.

## História
Um dos mais antigos materiais de construção, foi amplamente utilizado nas civilizações do crescente fértil, em especial no Antigo Egito e Mesopotâmia.
Construídos com barro e palha (tal como é descrito na Bíblia, no capítulo 5 do livro do Êxodo), os tijolos de adobe eram muito utilizados pelas técnicas quotidianas de construção, ainda que grandes monumentos destas civilizações a ele recorressem. Efetivamente, os zigurates (na Mesopotâmia) e as mastabas (no Egito) foram feitos essencialmente com tijolos de adobe, utilizando basicamente as mesmas técnicas de construção utilizadas em edifícios "menos nobres".
A antiga cidadela de Arg-é Bam, em Bam, cidade da província da Carmânia no sudeste do Irã é a maior construção em adobe do mundo construída em 500 a.C. e habitada até 1850. É considerada Patrimônio mundial pela Unesco. A cidade sofreu um terremoto em 2003, que a destruiu quase inteiramente. Após uma fase de planeamento moroso de 2007 a 2014, a cidade foi reconstruída, concluindo-se as obras em março de 2018..
Edifícios feitos de terra seca ao sol são comuns em todo o mundo. O adobe tem sido usado por povos indígenas das Américas no sudoeste dos Estados Unidos, na Mesoamérica e nos Andes há milhares de anos. Os pueblos construíam suas estruturas de adobe, porém não em tijolos. Quando os espanhóis chegaram à América, eles  passaram a adotar essa nova forma de utilização, introduzida pelos ibéricos. Os tijolos de adobe foram usados na Espanha desde o final da Idade do Bronze e naIdade do Ferro. Seu amplo uso pode ser atribuído a facilidade de seu design e fabricação, assim como o baixo custo para produção.

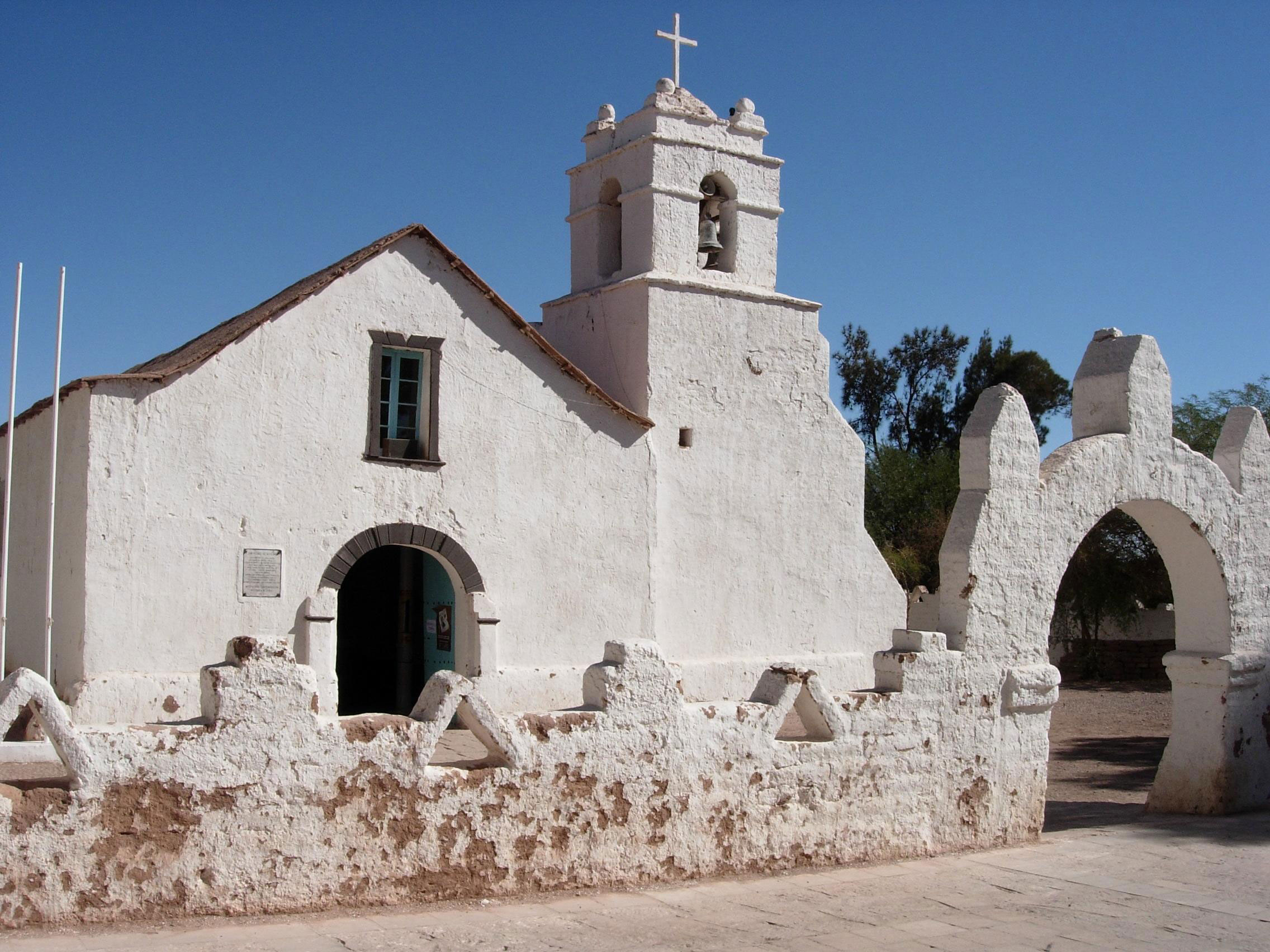
Igreja em San Pedro de Atacama, Chile

O adobe foi utilizado em diversas partes do mundo, especialmente nas regiões quentes e secas. Com o advento da industrialização no século XIX, as técnicas em arquitetura de terra foram, aos poucos, sendo abandonadas. Restando às pessoas de poucos recursos o uso dessas técnicas, além do adobe, o pau-a-pique e também a taipa de pilão, razão principal do preconceito que, de certa forma, se mantém até os dias de hoje.
Porém, podemos afirmar que estamos vivenciando momentos de rompimento desse paradigma (preconceito), com um novo olhar sobre a arquitetura vernacular, uma vez que esta se mostra ecológica e sustentável.

## Características

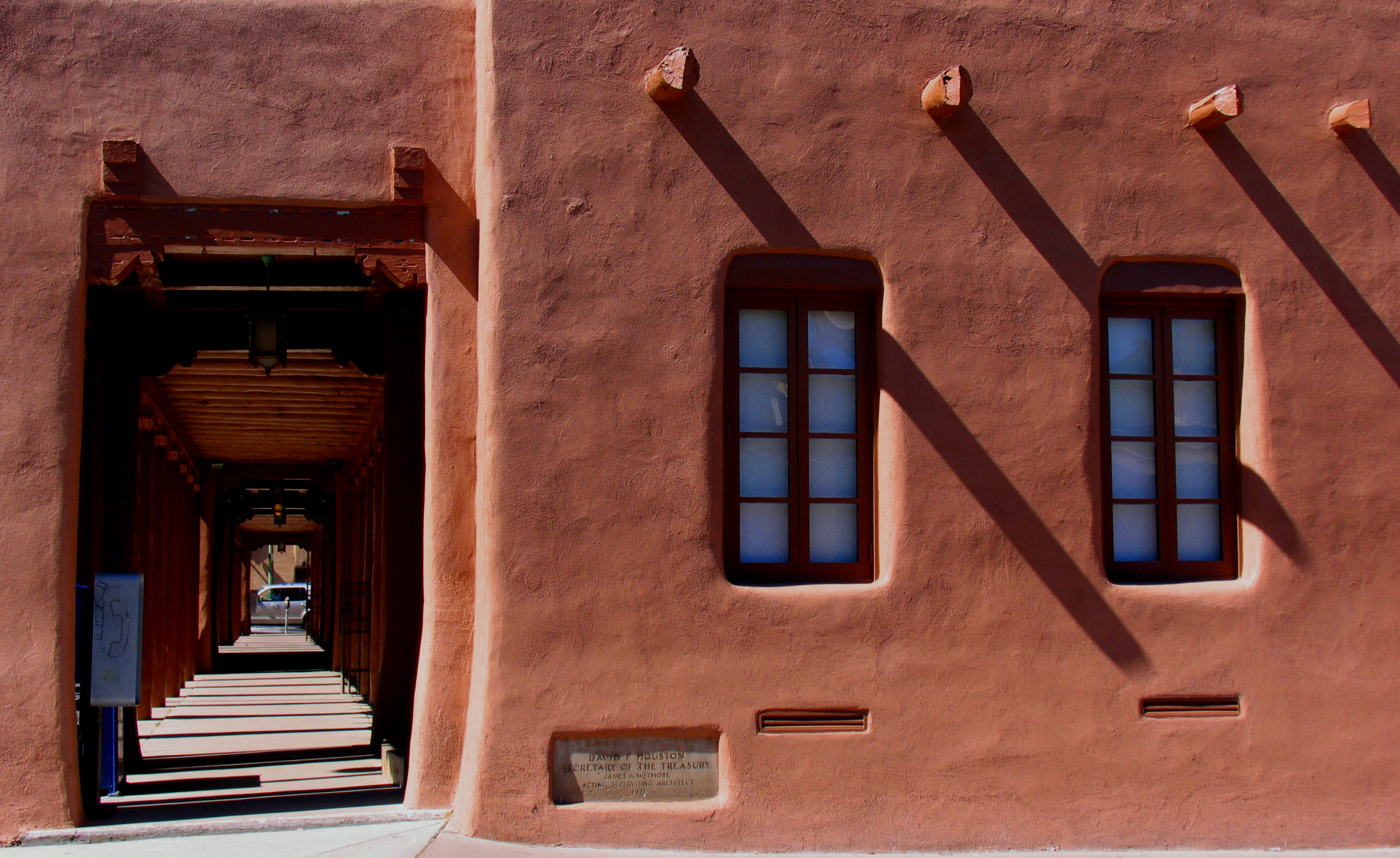
Estilo adobe em Santa Fé, Novo México

Em climas secos, as estruturas de adobe são extremamente duráveis e representam alguns dos edifícios mais antigos existentes no mundo. Os edifícios em adobe oferecem vantagens significativas devido à sua maior massa térmica, mas são conhecidos por serem particularmente suscetíveis a danos por terremotos se não forem reforçados.
A construção feita com este tijolo torna-se muito resistente, e o interior das casas muito fresco, suportando muito bem as altas temperaturas. Em regiões de clima quente e seco é comum o calor intenso durante o dia e sensíveis quedas de temperatura à noite, a inércia térmica garantida pelo adobe minimiza esta variação térmica no interior da construção.
As construções de adobe devem ser executadas sobre fundações de pedra comum, xisto normalmente, cerca de 60 cm acima do solo, para evitar o contato com a umidade ascendente (infiltração), que degradaria o adobe. Da mesma forma é importante a construção de coberturas com beirais a fim de proteger as paredes das águas de chuva.
As paredes devem ser revestidas para maior durabilidade.
É recomendada a construção de adobe no período de seca, pois o tijolo não deve ser exposto à chuva durante o processo de cura, uma vez que a argila dissolve-se facilmente. No entanto, depois da construção coberta, ele resiste sem problema algum, com grande durabilidade.
Vantagens do uso do adobe:
- Baixo custo
- Conforto térmico
- Uso de material regional
- Pode ser preparado no próprio local da construção
- Rapidez na preparação dos tijolos
- Sustentável

## Composição

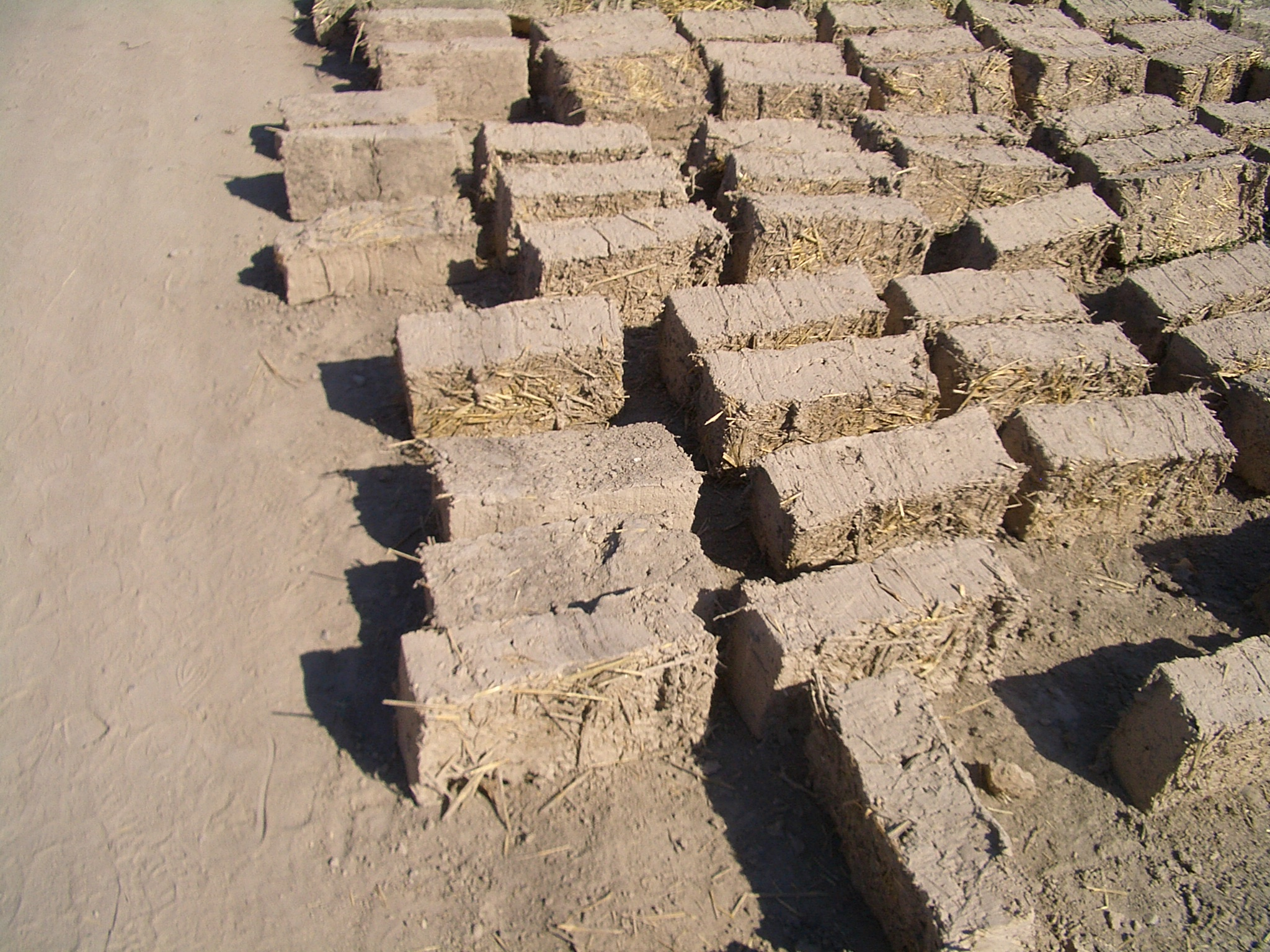
Tijolos de adobe.

Um tijolo de adobe é um compósito feito de terra misturada com água e um material orgânico, como palha ou esterco. A composição do solo normalmente contém areia, silte e argila. A palha é útil para unir o tijolo e permitir que ele seque uniformemente, evitando assim rachaduras devido às taxas de encolhimento desiguais dos materiais. O esterco oferece a mesma vantagem. A proporção que resulta em tijolos de melhor qualidade é a de 15% de argila, 10-30% de silte e 55-75% de areia fina.
Contudo, deve-se observar que a argila expansiva não ultrapasse 50% do total de argila utilizado, sendo o restante ilita ou caulinita não expansiva. Muita argila expansiva resulta em secagem irregular do tijolo, causando rachaduras, enquanto muita caulinita fará um tijolo fraco.

## Preparação
A preparação do adobe é feita em solo argiloso. Faz-se um buraco perto do local da obra onde há solo apropriado, colocando-se água. Depois, amassa-se com os pés até sentir que tem boa liga. O barro é posto em fôrmas de madeira com as dimensões de 40 cm de comprimento, 20 cm de largura e 15 cm de altura. A fôrma é molhada antes de se colocar a argila. Depois, realiza-se um processo de secura por 10 dias, virando-o a cada 2 dias.
Para testar a resistência coloca-se dois tijolos afastados em cerca de 30 cm e um terceiro em cima de ambos. Se não houver rachaduras, significa que o tijolo possui boa qualidade.
O uso de tecnologia tem facilitado a produção do adobe, em vários países são fabricadas máquinas que produzem esses elementos em escala industrial, e com boa qualidade.
Uma variação do adobe é o BTC - Bloco de Terra Comprimida, são tijolos, normalmente estabilizados com cal, cimento ou outro material, confeccionado em prensas manuais tipo Cinma-ram.

## No Brasil
O adobe foi inserido no Brasil pelos portugueses a partir de influências mouras e romanas no período colonial. O ideal consistia em usar as grossas paredes como alternativa de defesa para o intenso calor. A dificuldade de se conseguir outros materiais construtivos e grande quantidade de matéria prima disponível consolidou sua utilização. Para a produção do adobe era utilizada primordialmente mão de obra escrava e a técnica atravessou gerações decorrendo até os dias atuais. O uso do Adobe começou a cair em desuso com a negação dos valores coloniais no início do regime republicano, o que se intensificou após a Revolução Industrial.

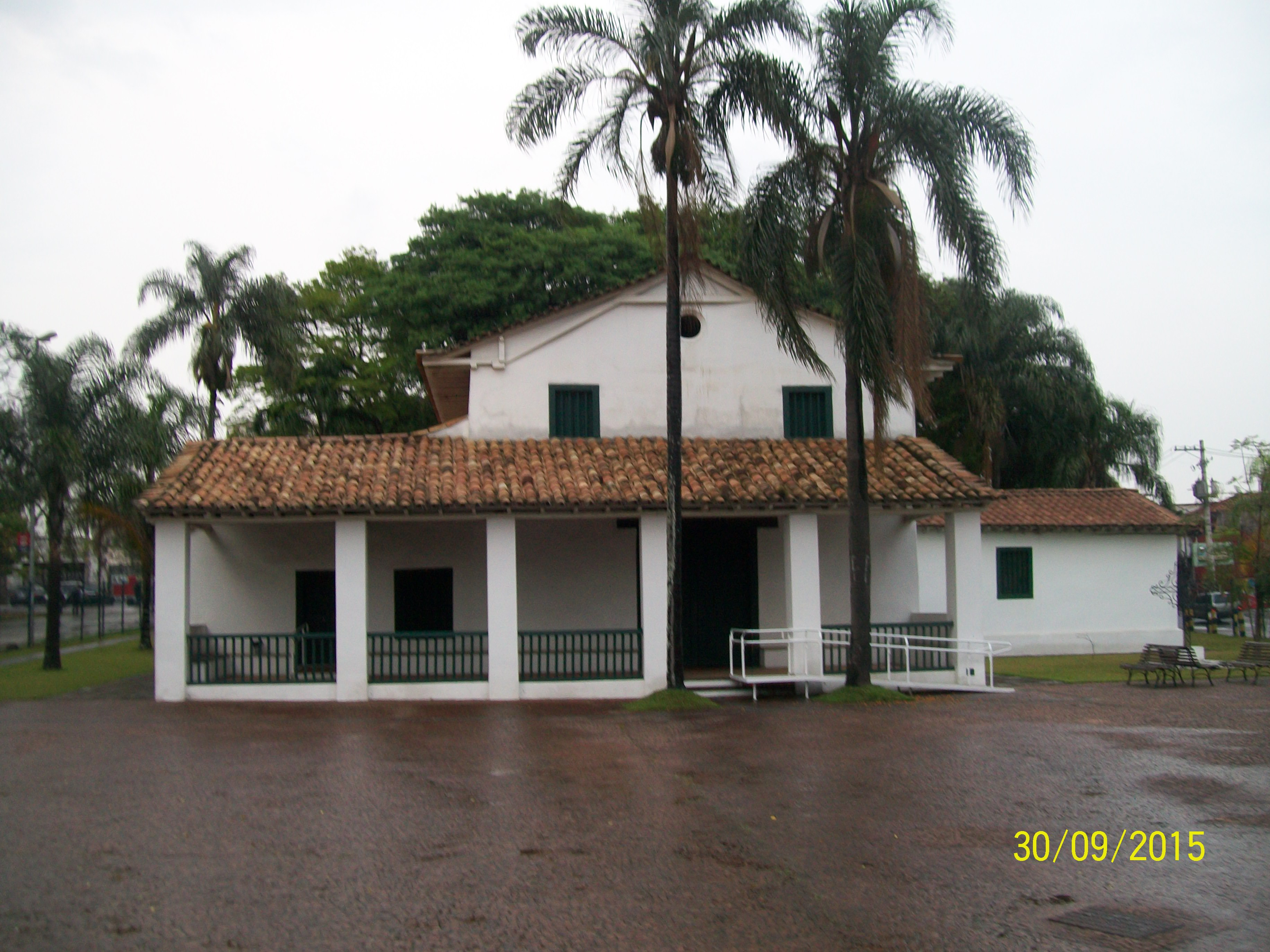
Capela de São Miguel Arcanjo, localizada na Praça Padre Aleixo Monteiro Mafra (Praça do Forró), no distrito de São Miguel Paulista na cidade de São Paulo.

O adobe possuiria menos resistência que a taipa de pilão quando esta é bem executada. Nas construções em alvenaria no período colonial brasileiro, ele seria reservado para partes secundárias, contudo, igrejas inteiras puderam ser construídas em adobe como, por exemplo, a Matriz de Santa Rita Durão, Minas Gerais, Capela de São Miguel Arcanjo em São Paulo e a Igreja de São Sebastião, atualmente, Distrito Federal. A durabilidade do componente é comprovada pela persistência desses exemplares e suas boas condições físicas após o decorrer dos séculos. A partir do período colonial, esta técnica foi amplamente difundida e aprimorada pelo país principalmente nos estados de Minas Gerais, Goiás, Mato Grosso, Paraná e São Paulo.

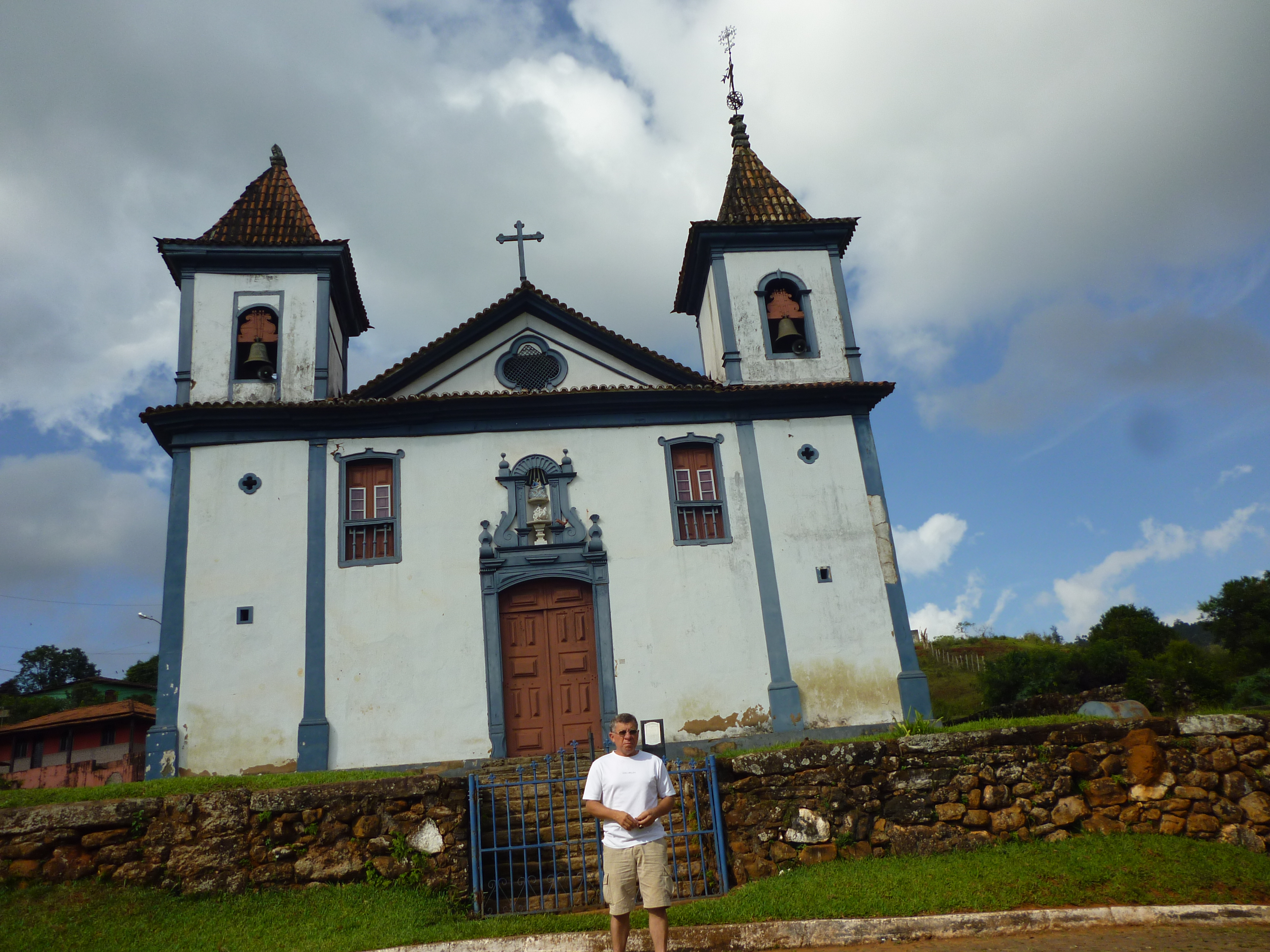
Igreja Matriz de Nossa Senhora de Nazaré, no distrito de Santa Rita Durão, município de Mariana, Minas Gerais.

A Matriz de Santa Rita Durão, atualmente Igreja Matriz de Nossa Senhora de Nazaré, no município de Mariana, Minas Gerais, é datada da primeira metade do século XVIII, representando um dos mais antigos exemplares do estado. A edificação é também constituída em alvenaria de pedra e apresenta uma organização espacial retangular. Detendo as características formais de composição da arquitetura religiosa do período, a planta da igreja apresenta uma nave, sacristia, capela na lateral direita, capela-mor e cômodos na lateral esquerda.
A capela de São Miguel é considerado o exemplar da arquitetura religiosa da cidade de São Paulo mais antiga entre os existentes. Está localizada no bairro de São Miguel Paulista. Representa uma relevância histórica, artística e cultural para o âmbito local, regional e nacional. A capela fora constituída com o objetivo de evangelizar os índios guaianases recém estabelecidos na região. Também chamada de Capela dos Índios, simboliza a colonização local e a chegada dos jesuítas.
A Igreja de São Sebastião é a mais antiga do Distrito Federal, erguida no ano de 1890 pelos escravos. Atualmente situa-se no Setor Tradicional de Planaltina e foi tombada pelo governo segundo o Decreto nº 6.940 de 19 de agosto de 1982, fazendo parte, a partir desse momento, do patrimônio histórico e artístico do DF. Em 2013, passou por uma reforma em que as paredes de blocos de barro foram recuperadas com o uso de terra vermelha, areia lavada e cal para evitar a penetração de cupim.
Cidades históricas brasileiras, como Ouro Preto e Pirenópolis, ainda possui muitas casas de tijolos de adobe.
Apesar da redução no uso do adobe, este ainda é usado em várias regiões do Brasil, principalmente na norte e nordeste. Também em Minas Gerais e Goiás é possível encontrar muitas casas em adobe.
Infelizmente muitas casas populares são construídas sem os cuidados necessários (especificados acima) gerando rápida degradação do material e conferindo a impressão de ser o adobe um material ineficiente.
A partir da preocupação com a conservação do patrimônio arquitetônico a nível mundial, percebeu-se a necessidade de estabelecer conceitos e critérios para tal, que resultaram em recomendações. Uma delas trata do respeito aos materiais originais, contidos nas construções e monumentos históricos, ou seja, no momento das intervenções que fossem mantidas as técnicas tradicionais encontradas.
Essa recomendação suscitou outro questionamento: Como conservar ou restaurar técnicas cujo manejo se perderam? Em função dessa situação algumas instituições como o ICCROV, o CRATERRE o Getty Institute e a própria Unesco, investiram na formação de mão de obra especializada visando o resgate desses conhecimentos. Um dos programas com mais resultados positivos foi o Projeto Arquitetura de Terra - PAT, que durante anos capacitou e formou técnicos de vários lugares do planeta.
O resultado desse movimento propiciou que profissionais capacitados, pudessem estar a serviço não apenas da proteção do patrimônio arquitetônico, grande parte construído nessas técnicas, sobretudo nos países ibero-americanos e África, mas também para a utilização das mesmas, novas construções, sobretudo as de interesse social.
Como conseqüência, surgiram instituições que agregam os profissionais que acreditam e defendem o uso da arquitetura de terra.

O Proyecto de Investigación PROTERRA, hoje Rede PROTERRA vinculado ao wub-Programa HABYTED, que por sua vez se remete ao CYTED, desde o ano de 2001 vem divulgando e fomentando o uso da arquitetura de terra através da organização de seminários internacionais e oficinas de transferência de tecnologia, reunindo profissionais de países ibero-americanos.

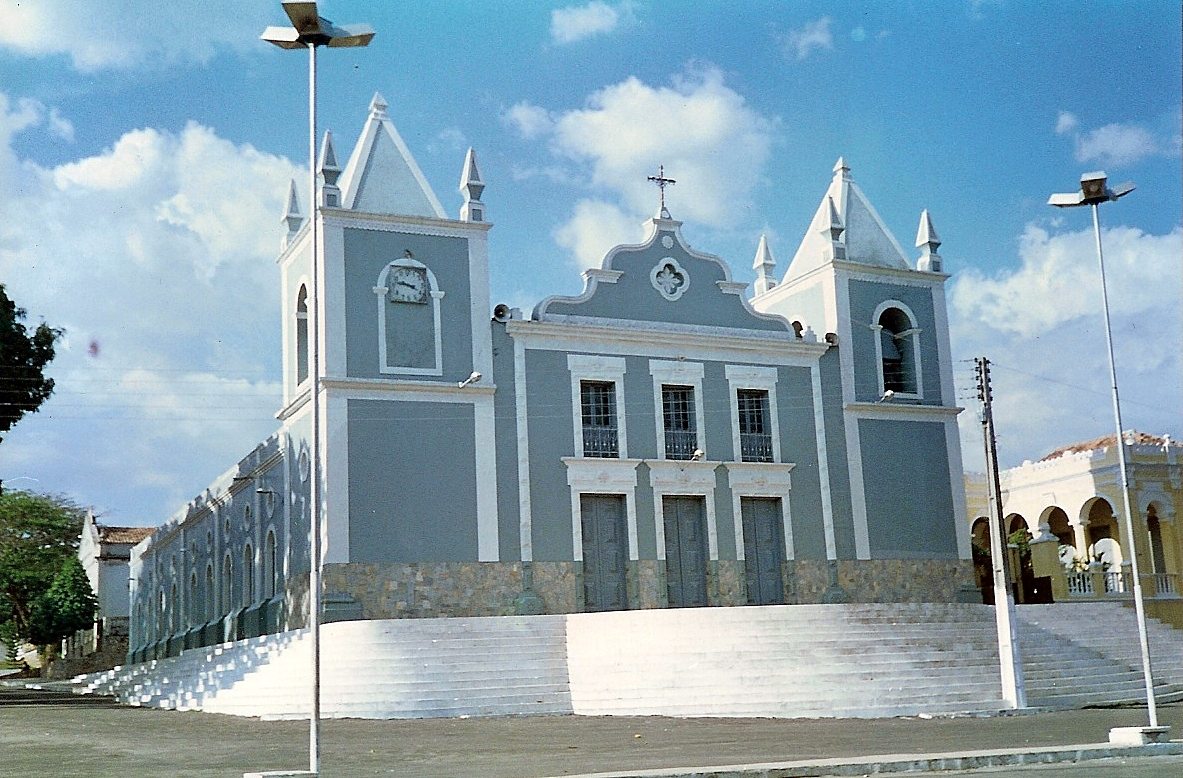
Igreja Matriz de Nossa Senhora da Assunção

### Região Nordeste
O uso de adobe na Região Nordeste do Brasil é altamente difundido devido às suas características  físicas e bioclimáticas, bem como sua importância econômica e sociocultural para os municípios, além da grande disponibilidade de matéria prima  de qualidade na região, o que a torna ainda mais utilizada. O norte do Ceará, em especial,  possui grandes áreas de solo argiloso (argissolo) de excelente qualidade para a produção de blocos de adobe; essa junção de fatores sociais, físicos e morfológicos fazem com que essa técnica seja amplamente utilizada para erguer novas edificações, principalmente moradias unifamiliares, já que  o adobe é auto-portante e dispensa o uso de estruturas secundárias na sustentação das vedações. O município  de Viçosa do Ceará se destaca dentre as cidades onde o uso de blocos de adobe é constante ,a cidade é quase que completamente erigida em adobe, e vai desde construções históricas ,como a Igreja Matriz de Nossa Senhora da Assunção (Viçosa do Ceará), à residências. Lá o adobe é predominante utilizado  sozinho ou em paralelo a outros materiais, como o tijolo cozido, ou argamassa de cimento e cal. O uso deste material em Viçosa é tão intenso e difundido, que  a produção de blocos de adobe deixou de ser algo realizado apenas in loco  para a utilização na própria obra, e passou a ser comercializado pelos moradores, gerando um mercado e até mesmo uma demanda pelo produto.